# Genowefa Surma

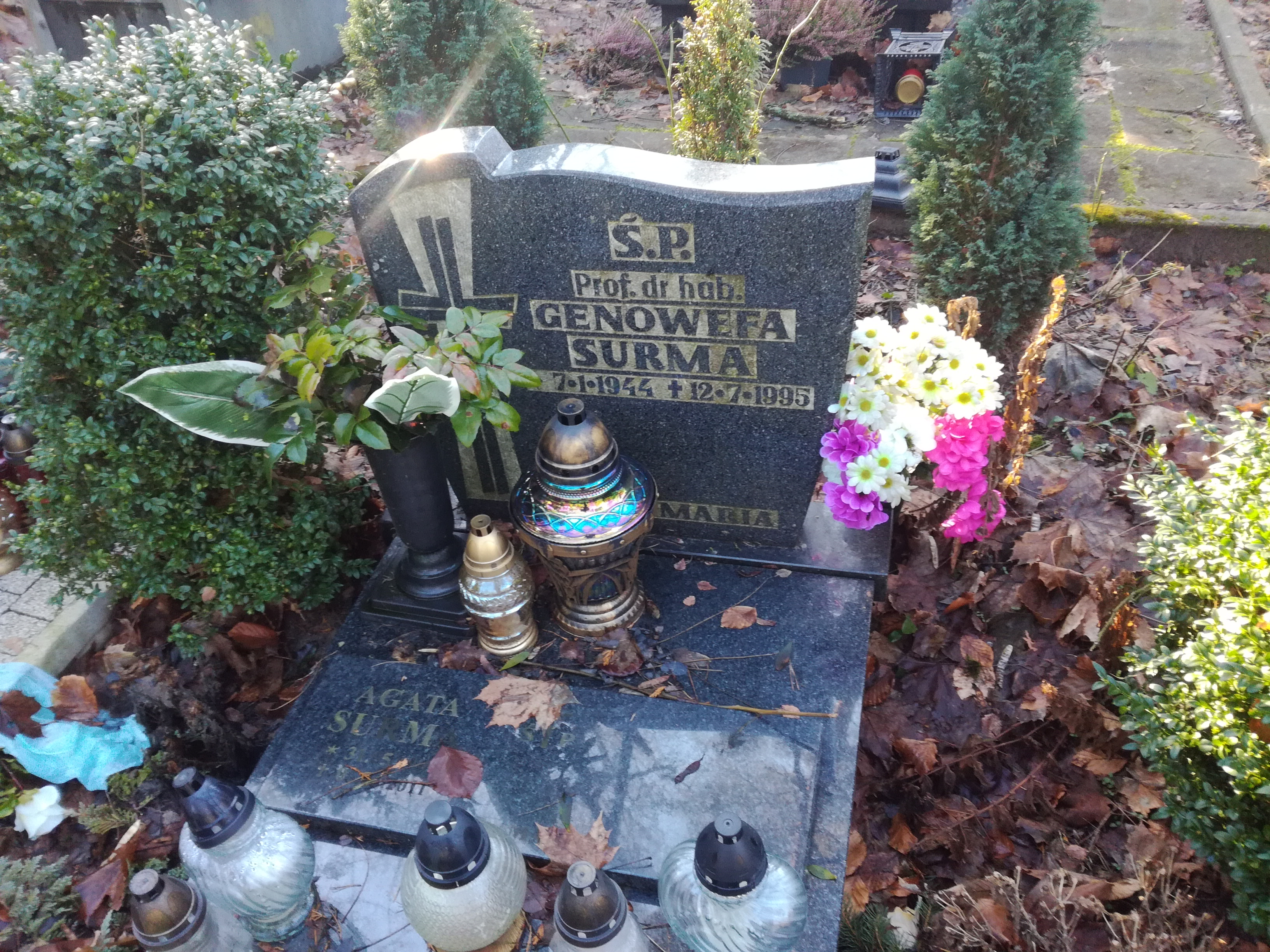
Grób profesor Genowefy Surmy na cmentarzu Srebrzysko w Gdańsku

Genowefa Surma, z domu Majsterek (ur. 7 stycznia 1944 w Gorzałkowie koło Opoczna, zm. 12 lipca 1995 w Gdańsku) – polska językoznawczyni, profesor Uniwersytetu Gdańskiego.

## Życiorys
Pochodziła z rodziny rolniczej, była córką Stanisława i Marii. Kształciła się w Opocznie (Szkoła Podstawowa nr 2, Liceum Ogólnokształcące im. Stefana Żeromskiego), następnie uzyskała dyplom Studium Nauczycielskiego w Radomiu. Pracowała jako nauczycielka szkół podstawowych i średnich (Opoczno, Malbork, Orneta, Debrzno). W 1978 ukończyła zaoczne studia polonistyczne w Wyższej Szkole Pedagogicznej w Słupsku, również w trybie zaocznym była słuchaczką Studium Doktoranckiego w Instytucie Filologii Polskiej Uniwersytetu Gdańskiego. W 1982 na Wydziale Humanistycznym tej uczelni obroniła pracę doktorską Toponimia powiatu bytowskiego, przygotowaną pod kierunkiem Huberta Górnowicza. Została wówczas adiunktem w słupskiej uczelni pedagogicznej, by rok później przenieść się na Uniwersytet Gdański na analogiczne stanowisko w Zakładzie Metodyki Instytutu Filologii Polskiej. Na podstawie rozprawy Nazwy osobowe w Opoczyńskiem habilitowała się w 1992 na Uniwersytecie Gdańskim i od 1994 była profesorem nadzwyczajnym tej uczelni.
Była autorką licznych prac z onomastyki. Wiele uwagi poświęciła nazwom własnym w folklorze opoczyńskim (m.in. Imiona w Opoczyńskiem, "Onomastica", 1995; Nazwy miejscowe z członem Wola, Wólka, Wolica w procesie komunikacji językowej (na przykładzie Opoczyńskiego), "Onomastica", 1996) oraz nazwom własnym okolic Debrzna (w piśmie "Onomastica" pisała o imionach ludzi i zwierząt, w "Pracach Językoznawczych Uniwersytetu Gdańskiego" o przezwiskach oraz nazwiskach żon, córek i synów). Publikowała również na temat metodyki nauczania onomastyki i dialektologii w szkole średniej, a na potrzeby IV klasy szkoły podstawowej opracowała podręcznik Poznajemy polską mowę. W pismach "Pomerania" i "Jantarowe Szlaki" ogłosiła kilka prac popularnonaukowych o ziemi bytowskiej. Była członkiem Rady Programowej kieleckiego biuletynu metodycznego z polonistyki "Język Polski".
Zmarła w lipcu 1995 w wieku 51 lat, pochowana została na gdańskim cmentarzu Srebrzysko (rejon VIII, górka-1-23). Z małżeństwa z Kazimierzem Surmą (zawodowym wojskowym) miała dwoje dzieci, córkę Agatę (psychologa) i syna Włodzimierza. 